# St. Urban (Mülsen-Thurm)

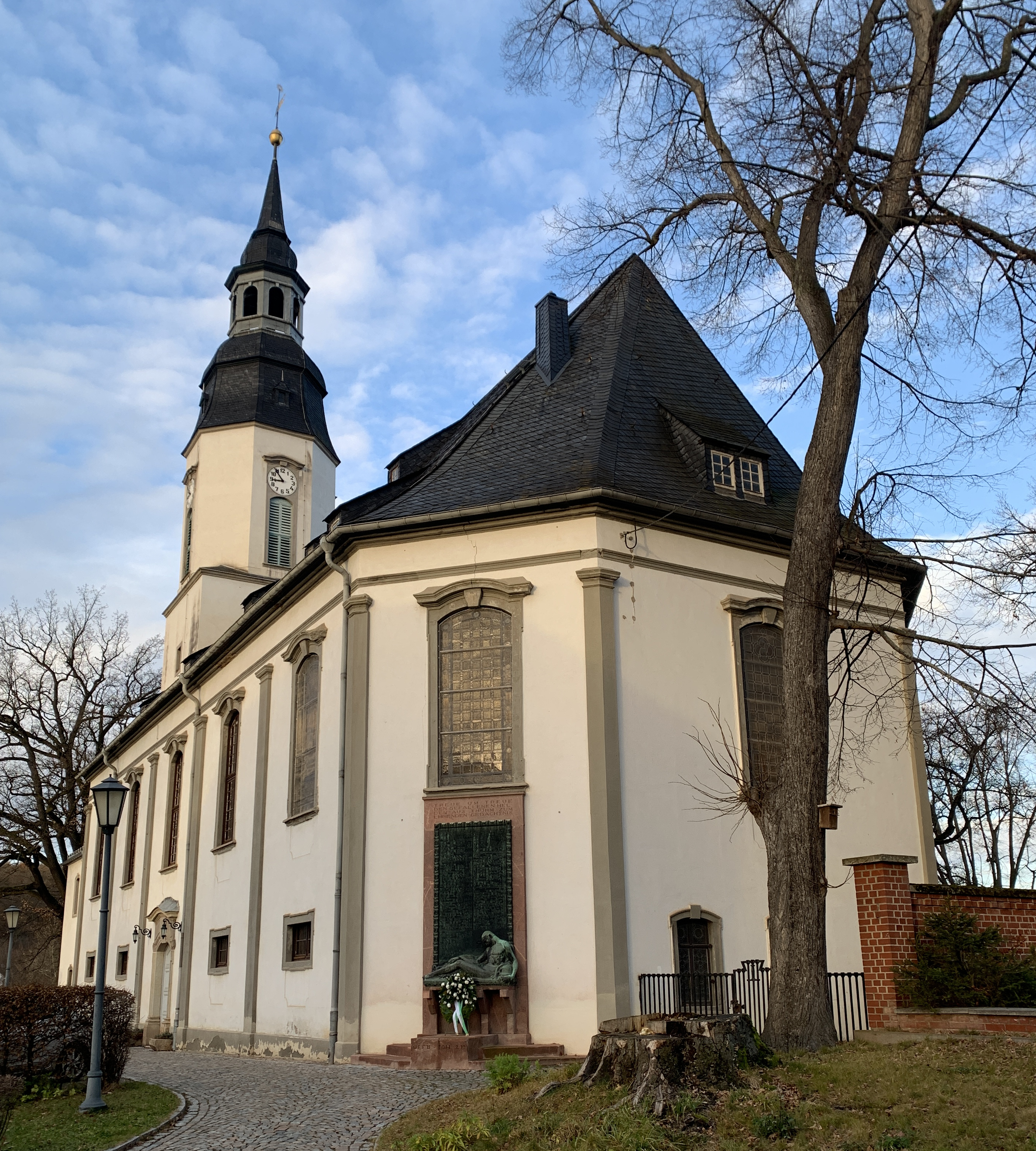
Kirche Mülsen-Thurm

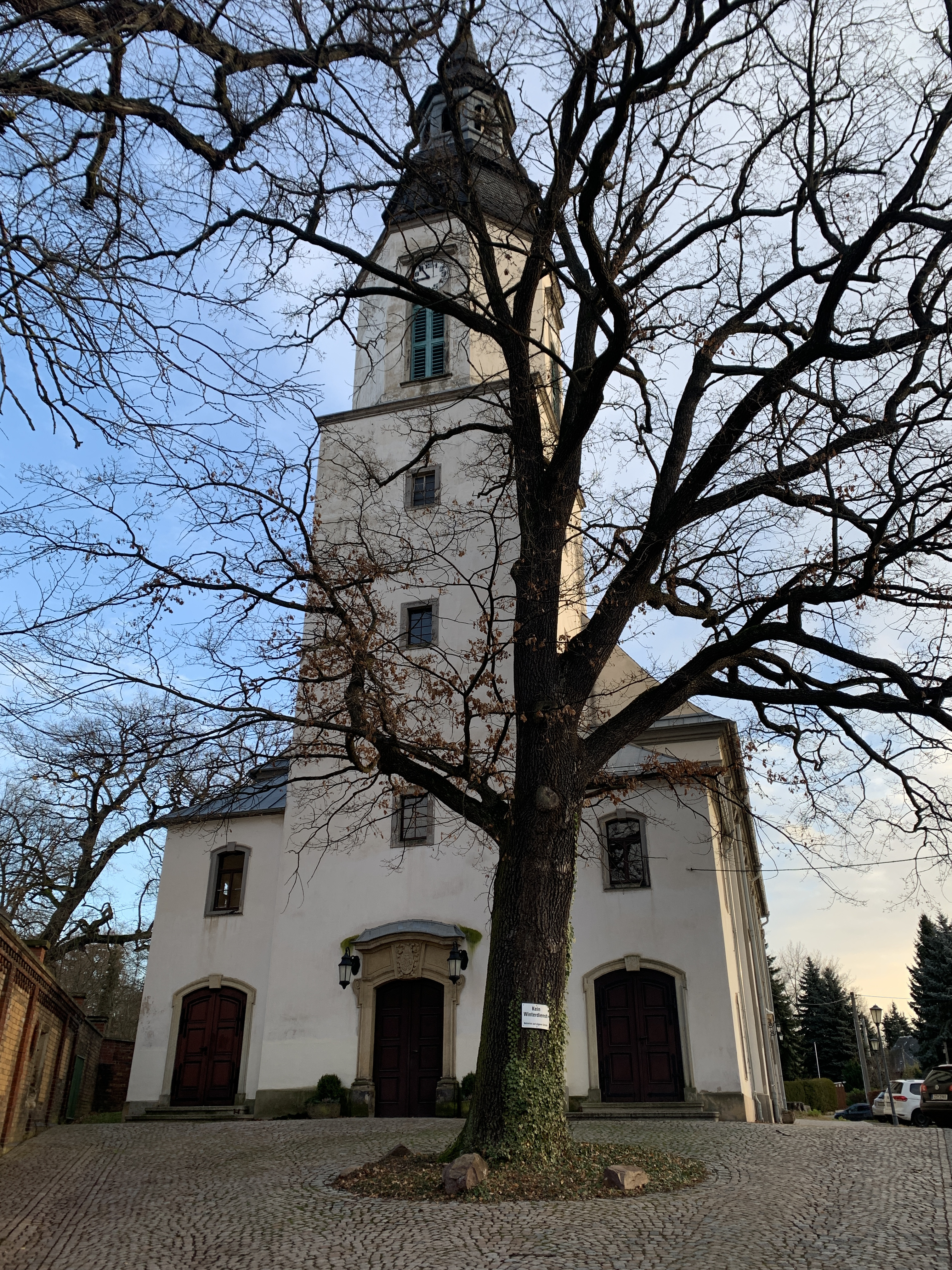
Westansicht

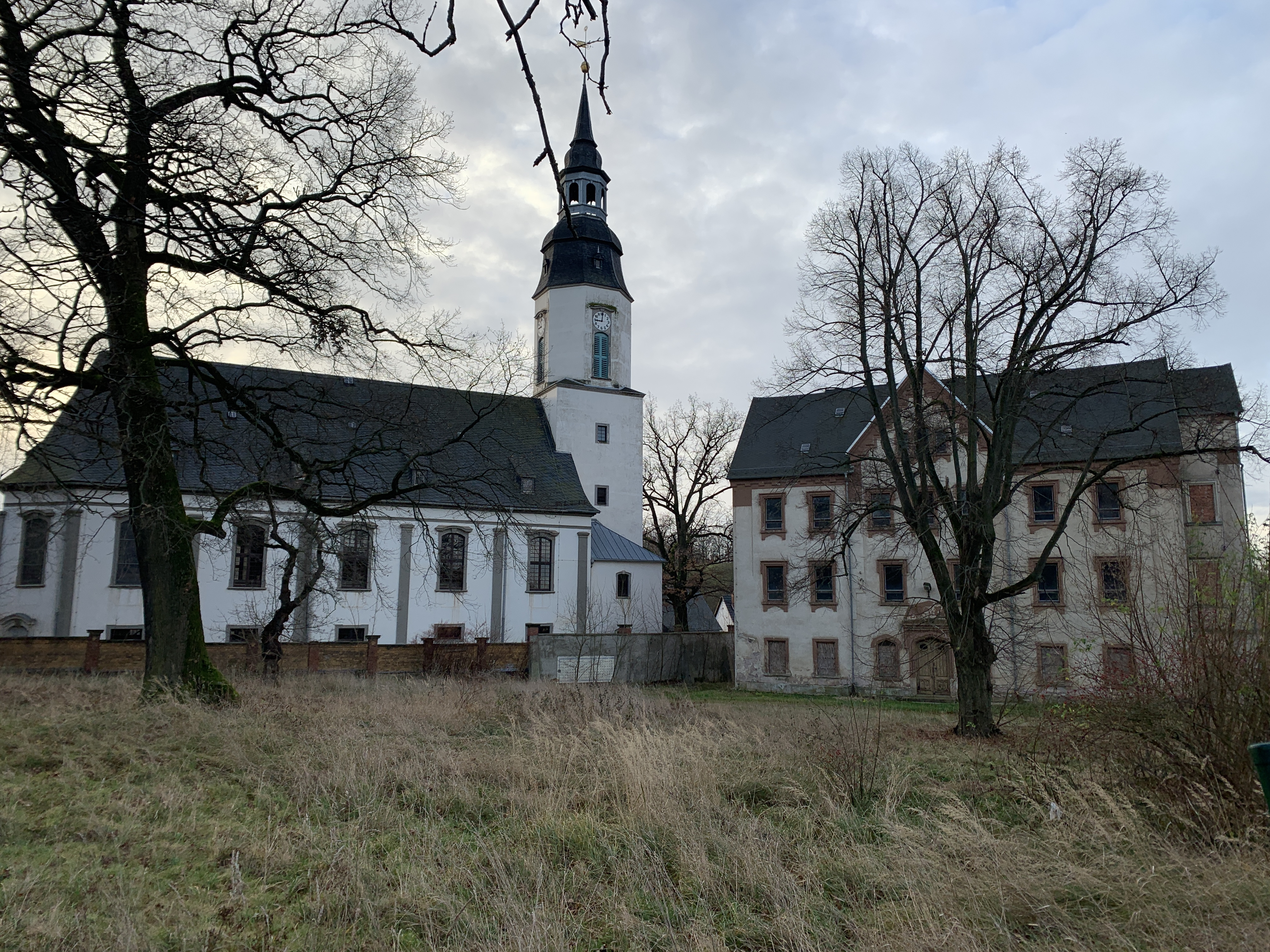
Schloss und Kirche

Die evangelische Dorfkirche Thurm (auch: St. Urban Thurm) ist eine barocke Saalkirche im Ortsteil Thurm von Mülsen im Landkreis Zwickau in Sachsen. Sie gehört zur Kirchengemeinde Mülsen im Kirchenbezirk Zwickau der Evangelisch-Lutherischen Landeskirche Sachsens. Namensgeber ist der frühchristliche Bischof Urbanus.

## Geschichte und Architektur
Die Kirche ist ein barockes Bauwerk aus den Jahren 1729–31 mit beachtlichen Ausstattungsstücken im Innern. Restaurierungen wurden in den Jahren 1886 (Ausstattung) 1906, 1984/85 (außen) und 1990/91 (innen) durchgeführt. Von März 2022 bis Mai 2024 wurde der Kirchturm saniert.
Das weiß verputzte Bauwerk mit dreiseitigem Ostschluss wird durch Sandsteinpilaster gegliedert, die im Osten die Ecken betonen; darüber befindet sich in deutlichem Abstand ein umlaufendes, schmales, profiliertes Gurtgesims. Das kräftig profilierte Portal mit Volutenschmuck ist mit der Jahreszahl 1731 datiert. Stichbogenfenster mit Schlussstein und geschweiften Verdachungen erhellen das Innere. Der stattliche Westturm endet in einer geschweiften Haube mit kräftiger Laterne. Im Innern ist das Bauwerk mit einer Stuckdecke über einer breiten Voute geschlossen. An drei Seiten sind Emporen eingebaut. Die Decke, die Wände und die Emporen sind mit Rankenmalereien aus dem Jahr 1886 geschmückt.

## Ausstattung
Der große Säulenaltar mit halbrundem Giebelaufsatz stammt aus dem Jahr 1886, das Mittelteil zeigt die Verklärung Christi, eine Kopie nach Karl Gottlob Schönherr aus Dresden, seitlich Moses und Aaron aus der ersten Hälfte des 18. Jahrhunderts.
Die Kanzel von 1886 ruht auf einer kannelierten korinthischen Säule, mit einem portalartigen Zugang von der Empore, am Korb sind in kleinen Bögen die Evangelisten dargestellt. Die Taufe mit Engelsköpfchen stammt aus der Erbauungszeit.
An der Nordseite ist ein Schnitzaltar von Peter Breuer mit der Jahreszahl 1508 aufgestellt, der vermutlich 1886 neu gefasst wurde; er zeigt im Schrein die Mondsichelmadonna, Johannes den Täufer und den Heiligen Georg, in den Flügeln sind die Heiligen Margareta und Barbara, auf den Rückseiten sind gemalt die Heiligen Christophorus und Erasmus dargestellt. An der Südseite sind spätgotische Schnitzfiguren von Maria mit dem Kind und einem Kirchenmodell, Anna, Sebastian, eine trauernde Maria und ein Bischof aus der Zeit um 1600 erhalten. Die Farbglasfenster zeigen die Geburt und die Auferstehung Christi, ebenfalls von Kark Gottlieb Schönherr von 1886.
Die Orgel ist ein Werk von Paul Schmeisser aus dem Jahr 1890, das im Jahr 2000 durch die Firma Reinhold aus Bernsdorf restauriert wurde.
Das Renaissancegrabmal für Wolf von Weißenbach († 1584) aus Sandstein ist ein Hauptwerk der Brüder Samuel und Uriel Lorentz aus Freiberg. Es besteht aus einem zweigeschossigen Aufbau mit toskanischen Säulen und ionischem Gebälk. Es zeigt im Mittelteil die Darstellung des knienden Verstorbenen, seine beiden Gemahlinnen stehend und in ihrer Größe und Bedeutung reduziert mit nahezu linearer Gewandauffassung. Seitlich sind allegorische Figuren von Glaube und Hoffnung auf Sockeln dargestellt. An den Stirnseiten der Sockel sind typische und sehr zarte Reliefs der Vergänglichkeit zu sehen. Das verkröpfte Gebälk ist mit Triglyphen und vier Familienwappen versehen. Darüber ist ein Relief mit der Auferstehung Christi angeordnet.